# جنگجوی جنگل
جنگجوی جنگل (به انگلیسی: Forest Warrior) یک فیلم ماجراجویانه آمریکایی محصول سال ۱۹۹۶ با بازی چاک نوریس و کارگردانی برادر چاک نوریس آرون نوریس می‌باشد. این فیلم به صورت ویدیویی در تاریخ ۵ نوامبر ۱۹۹۶ در ایالات متحده منتشر شد.

## بازیگران
- چاک نوریس در نقش جبیدیاها مک کنا
- تری کیسر در نقش تراویس تورن
- ماکس گیل در نقش کلانتر رمزی
- مایکل بک در نقش آرلن اسلاایر
- راسکو لی براون در نقش کلوویس مدیسون
- لرتا اسویت در نقش شرلی
- مگان پل در نقش آستین سلاوایر[۱]

## فیلمبرداری
این فیلم در ۵۶ روز از ۱۴ ژانویه تا ۱۰ مارس ۱۹۹۶ در اورگان، نیومکزیکو فیلمبرداری شد.